# 鄧羌
鄧羌（？—？），表字不詳，安定郡人。十六國時期前秦重要將領。官至并州刺史，曾參與前秦滅前燕之戰、平定四公之亂及前秦滅代國之戰等戰事。在前秦國內與另一將領張蚝皆有「萬人敵」之稱。

## 生平

### 消滅姚襄
鄧羌驍勇而擅長騎射。壽光三年（357年），前燕將軍慕輿長卿進攻軹關（今河南濟源縣西北）並攻擊守裴氏堡（今山西垣曲县古城鎮東南）的幽州刺史強哲，時為建節將軍的鄧羌率軍抵抗並大敗慕輿長卿。同年羌人姚襄率眾進駐杏城（今陝西黃陵縣西南），並出兵進攻前秦及招攬前秦境內的羌族人民，意圖奪取前秦據有的關中。鄧羌奉命與苻黃眉、苻堅等率兵抵抗。當時姚襄固守不出，鄧羌就向苻黃眉表示姚襄於同年先後敗於桓溫及張平，銳氣早已受挫，固守不戰更是窮途的展現，於是建議利用其剛強易被動搖的性格，以直逼其營壘的方式引誘他出兵，從以以一戰擊敗他。苻黃眉聽從並命鄧羌率三千兵眾在姚襄壘門前列陣。姚襄果然被這行動激怒並率兵出戰，鄧羌詐敗而後退，一直引姚襄追擊至三原（今陝西三原縣）才回頭反擊，而苻黃眉的大軍亦隨後趕到那裏接應，終擒殺姚襄並盡降其眾。
亦在同一年，苻堅發動政變廢殺苻生，以鄧羌為驍騎將軍。張平及後便叛秦並割據并州一帶，苻堅於是在次年親征張平，並以鄧羌為前鋒督護，率五千騎進屯汾水之上，並與矯健力大的張平養子張蚝相持數十日。後苻堅率軍至銅壁（今山西忻縣西），張平盡出所有軍力出擊，張蚝在呂光刺傷下為鄧羌生擒，張平部眾於是潰散，張平亦被逼請降。

### 整頓法治
甘露元年（359年），苻堅以鄧羌為御史中丞。鯁直不撓的鄧羌與時任京兆尹的王猛同心，二人毫無顧忌地查審案件，更在數十日內依律處罰了二十多個犯罪的權貴，震憚了奸惡之徒，亦令苻堅感歎：「我今天才知道天下是有法治！」不久進位尚書。

### 平剿叛逆
建元元年（365年）因匈奴右賢王曹轂及左賢王劉衞辰叛秦，鄧羌復任建節將軍並出兵討伐劉衞辰，並成功於木根山生擒他。建元三年（367年），晉公苻柳、趙公苻雙、魏公苻廋及燕公苻武四個外鎮的宗室同時據城叛變，苻堅在勸降失敗後則於次年正月派各軍分討諸城，鄧羌奉命與王猛進攻苻柳據有的蒲阪。當時王猛故意不應戰，引得苻柳輕敵而轉而出兵長安，鄧羌趁機領七千精騎夜襲苻柳，王猛更在逼得其敗退蒲阪時邀擊，盡俘其部眾。苻柳與數百騎敗回蒲阪後鄧羌就與王猛共攻蒲阪，終攻下蒲阪並殺苻柳。王猛及後便命鄧羌與王鑒率軍會合進攻陝城（今河南陝縣）的軍隊，亦取得勝利，並結束了這場叛亂。戰後苻堅以鄧羌為建武將軍、洛州刺史，駐鎮陝城。

### 助滅前燕
建元四年（369年）八月，前燕許以虎牢（今河南滎陽西北汜水鎮）以西土地求前秦出兵協助抵抗桓溫所領的晉軍，鄧羌與苟池於是領兵救援前燕。十一月，當時桓溫已退兵，苻堅則以前燕違反割地承諾為由派王猛、梁成及鄧羌出兵前燕，並於次年（370年）年初攻下洛陽（今河南洛陽市）。鄧羌及後擊敗進屯滎陽（今河南滎陽市）的燕將慕容臧，並留鎮洛陽西北角的金墉城。同年六月，苻堅再命王猛率鄧羌、楊安等進攻前燕。不久王猛與率領前燕主力的慕容評在潞川對峙，王猛派將軍徐成去察看前燕虛實但徐成遲了回來，鄧羌屢請王猛饒恕徐成死罪皆不果，於是回營興兵要攻打王猛。王猛知道鄧羌盡義而有勇，於是特地赦免了徐成。鄧羌前去道謝時王猛更抓住鄧羌的手說：「我試一試將軍而已，將軍你對郡將都尚且如此，何況對國家呢，我不再擔憂對付不了賊軍（燕軍）了！」及至兩軍即將決戰，王猛亦鼓勵鄧羌，但鄧羌此時卻想謀求司隸校尉一職，並見王猛沒有答應就不歡而退，直至兩軍接戰時鄧羌仍沒有理會王猛的呼召。王猛於是答應鄧羌要求，鄧羌因而出陣並多次突陣，旁若無人，最終大敗燕軍。接著鄧羌亦奉命攻信都，參與併吞前燕的軍事行動。同年，鄧羌獲授使持節、征虜將軍、安定太守，賜爵真定郡侯。建元六年（371年），王猛守諾為鄧羌上請司隸校尉，但苻堅以不以功臣處理繁重官務及鄧羌有征伐四方之任，不能屈就於司隸校尉為由改加特進、鎮軍將軍。

### 平蜀滅代
建元十年（374年），前秦新得益梁二州，蜀地有當地人張育、楊光與巴獠酋帥張重、尹萬反叛，鄧羌以鎮軍將軍領護羌校尉，奉命率兵討伐。鄧羌與楊安乘其內部因爭功而內鬥的機會擊敗他們，最終斬殺眾人，並於岷山立碑，平定亂事。建元十二年（376年），苻堅命鄧羌、俱難等領兵會同行唐公苻洛等北征代國，滅代後轉車騎將軍、并州刺史。
鄧羌及後事跡不詳，亦未見記載其卒年，但按張蚝於建元十五年（379年）二月出任并州刺史，鄧羌或在此年年初或上年年末去世。

## 性格特徵
- 鄧羌除了驍勇，亦通兵法，例如他就曾奉命教授苻堅庶長子苻丕兵法[5]。

## 子女
- 鄧景，鄧羌子，苻丕在位時為京兆尹。
- 鄧翼，鄧羌幼子，前秦河間相，後降於後燕。